# H.E.S.S.

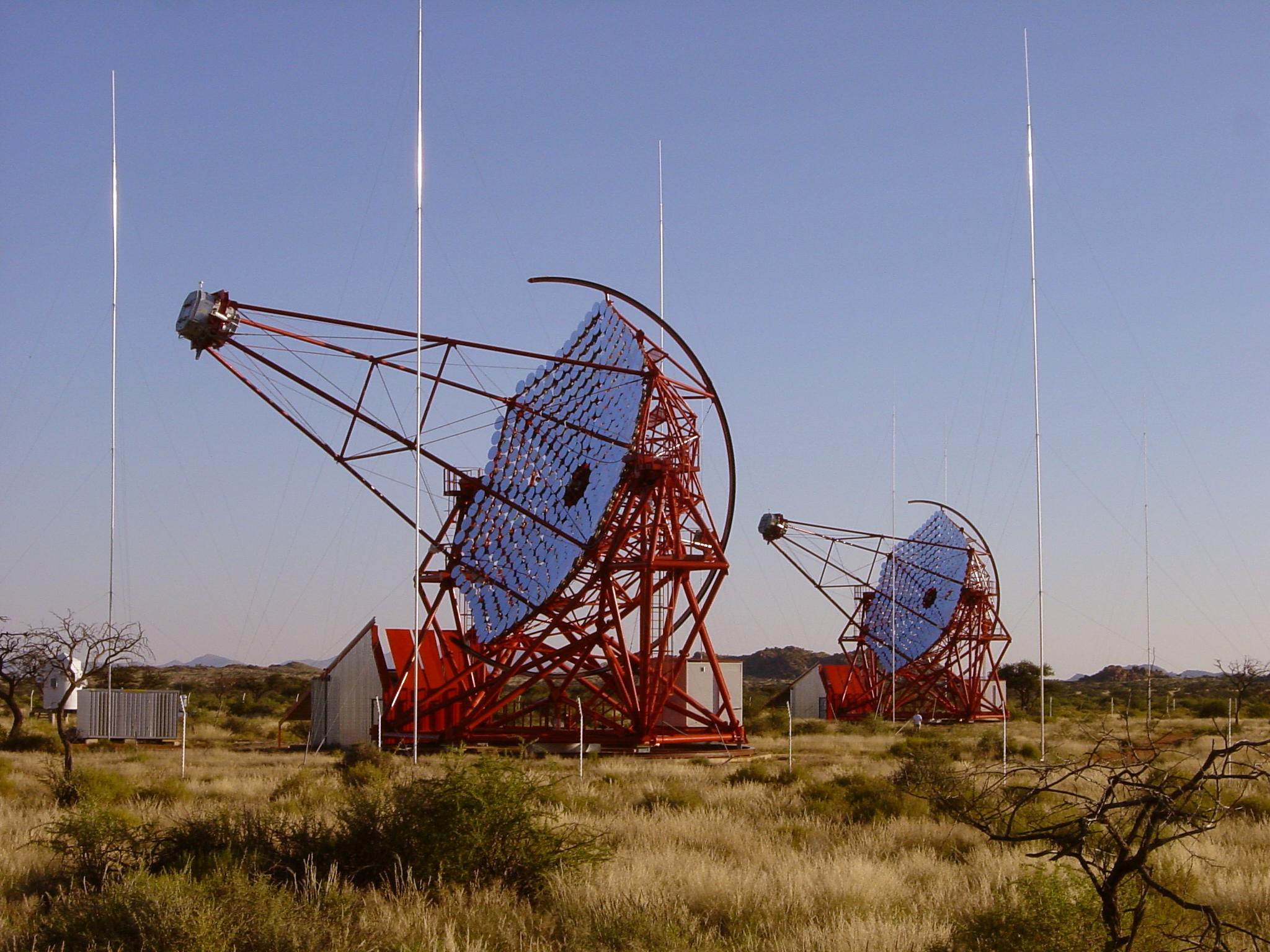
Телескопи CT2 та CT3 із системи H.E.S.S. в Намібії.

H.E.S.S. (від англ. High Energy Stereoscopic System, «високоенергетична стереоскопічна система») — система черенковських телескопів, що призначена для вивчення γ-випромінювання в діапазоні енергій від 100 ГеВ до 100 ТеВ. Названа так на честь нобелівського лауреата з фізики Віктора Гесса, який відкрив космічні промені. Інструмент дозволяє вченим досліджувати γ-джерела, потік від яких у тисячі разів слабший потоку від Крабоподібної Туманності (найяскравішого постійного джерела гамма-випромінювання на небі). H.E.S.S. знаходиться у Намібії біля гори Гамсберг, у місцевості, добре відомій своїм гарним астрокліматом. Перший з чотирьх телескопів був введений в експлуатацію влітку 2002 року. Всі чотири задіяні у грудні 2003 року; офіційне відкриття — 28 вересня 2004 року.

## Телескопи

### Черенковське випромінювання
Детектування гамма-променів високих енергій за допомогою телескопа H.E.S.S. , базується на спостереженні черенковського випромінювання в атмосфері.
- Високоенергетичний гамма-фотон потрапляє в атмосферу і генерує зливу вторинних частинок. Кількість частинок досягає максимуму на висоті близько 10 км. Утворені частинки мають значну енергію і рухаються з шивидкістю більшою за швидкість світла в повітрі, внаслідок чого випромінюють слабке блакитне світло. Черенковське випромінювання зосереджено у конусі і освітлює на поверхні землі ділянку близько 250 метрів в діаметрі. Наприклад, для фотону з енергією 1 ТеВ на поверхні реєструється близько 100 фотонів видимого світла на м².
- Отримане зображення дає трек атмосферної зливи, який вказує на космічне джерело, від якого прийшов гамма-фотон. Кілька телескопів дають змогу відтворити просторову геометрію явища.

### Характеристики системи

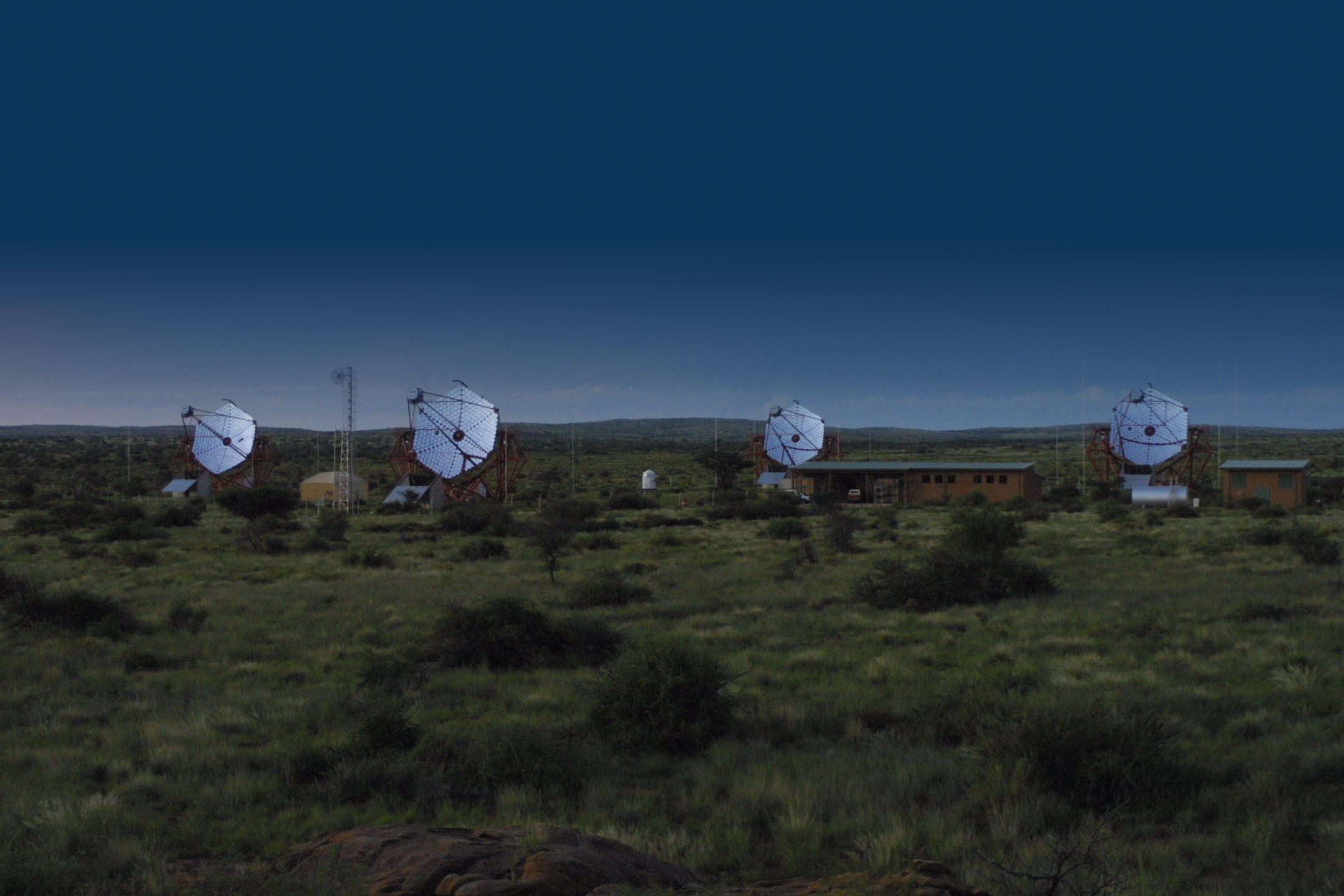
Усі чотири телескопи.

H.E.S.S. — стереоскопічна система, в якій кілька телескопів спостерігають одну й ту ж ділянку неба.

#### Монтування
- Головні чотири телескопи (Етап I) розташовані у квадраті зі стороною 120 метрів. Таке розташування телескопів є гарним компромісом між великою базою та бажанням щоб 2 або більше телескопів потрапляли під широку атмосферну зливу.
- Телескопи використовують альт-азимутальне монтування. Максимальна швидкість повороту системи 100 градусів на хвилину.
- Діагональ квадрата спрямована в напрямку північ-південь.

#### Дзеркало
- Дзеркало з міркувань економії сегментоване на 382 частини по 60 см кожна.
- Виготовлено з алюмінованого скла.
- Має фокальну довжину 15 метрів.
- Загальна площа кожного з чотирьох дзеркал — 108 м².
- Відбивна здатність >80% (300 — 600 нм).
- Орієнтація кожного сементу налаштовується двома сервоприводами.

На Етапі II передбачено розташування єдиного великого дзеркала (~ 600 м²) у центрі квадрата.

#### Камера
Особливості спостережуваного об'єкта вимагають від камери: малого розміру пікселя для розділення деталей зображення; широкого поля зору для спостереження протяжних об'єктів; системи, що відкидає фонове випромінювання.
- Розмір камери: 1,6 метрів в діаметрі, вага ~ 800 кг.
- Поле зору 50.
- Система з 960 детекторів — мікроканальні трубки.

#### Система збігів
H.E.S.S. здійснює просторове відтворення атмосферної зливи для визначення її положення в просторі, тип і енергію частинки, що породила зливу. Тому записуються лише ті зливи, що спостерігаються як мінімум на двох телескопах. Система збігів отримує сигнали від кожного із телескопів і здійснює пошук відповідностей, аналізуючи затримки в сигналі від різних телескопів, які пов'язані з їхнім положенням.

#### Накопичення даних
Система накопичення даних (DAQ — Data Acquisition System) здійснює збір та об'єднання даних з різних телескопів та систем моніторингу. Крім того вона здійснює первинний аналіз.
- Дані з різних телескопів йдуть через 100 Mb Ethernet лінію до системи процесорів.
- Система процесорів: 16 двоядерних Pentium 800 MHz процесорів без локальних дисків. Тут дані з різних телескопів комбінуються у повну подію, що після аналізу зберігається на локальних дисках.

#### Моніторинг атмосфери
- Інфрачервоні радіометри на кожному телескопі вимірюють ефективну температуру в полі зору телескопа. Хмари проявляються підвищенням температури.
- Скануючий інфрачервоний радіометр оглядає усе небо кожні кілька хвилин.
- «Детектор хмар» — сканує небо лазерним променем і реєструє розсіяне на хмарах та аерозолях випромінювання.
- Оптичний телескоп вимірює прозорість атмосфери за допомогою зір.
- Метеостанція.

## Застосування і досягнення проекту
Основна мета проекту H.E.S.S. — дослідження генерації і поширення високоенергетичних частинок у Всесвіті, тобто дослідження не теплового випромінювання Всесвіту. Не теплове випромінювання генерує багато різноманітних джерел. H.E.S.S. вже знайшов низку нових джерел [Архівовано 18 грудня 2010 у Wayback Machine.]:
- H.E.S.S. зареєстрував гамма-випромінювання від залишків наднових RX J1713.7-3946 [Архівовано 1 січня 2011 у Wayback Machine.] і RX J0852.0-4622 [Архівовано 1 січня 2011 у Wayback Machine.] та розділив структуру їхніх оболонок.
- H.E.S.S. додав низку об'єктів до переліку відомих пульсарів туманностей, включаючи залишок наднової G0.9+0.1 [Архівовано 1 січня 2011 у Wayback Machine.], подвійний пульсар PSR B1259-63 [Архівовано 1 січня 2011 у Wayback Machine.] і протяжну туманність MSH 15-52 [Архівовано 1 січня 2011 у Wayback Machine.].
- Досліджуються активні галактики, включаючи PKS 2155-304 [Архівовано 1 січня 2011 у Wayback Machine.] та нещодавно відкрита PKS 2005-489.

Основна мета таких інструментів як H.E.S.S. — знайти значну кількість джерел кожного типу для розумного розділення на джерел класи та класифікацію механізмів прискорення.